# Chlorkresole
Die Chlorkresole (auch Chlormethylphenole) bilden eine Stoffgruppe, die sich sowohl vom Phenol (Hydroxybenzol), Toluol (Methylbenzol) als auch vom Chlorbenzol ableitet. Die Struktur besteht aus einem Benzolring mit angefügter Hydroxygruppe (–OH), Methylgruppe (–CH3) und Chlor (–Cl) als Substituenten. Durch deren unterschiedliche Anordnung ergeben sich zehn Konstitutionsisomere mit der Summenformel C7H7ClO.
Geht man von den disubstituierten Stammverbindungen aus, so kann man die Chlorkresole als Hydroxyderivate der Chlortoluole, als Methylderivate der Chlorphenole oder als Chlorderivate der Kresole ansehen. Die Namensgebung folgte der letzten Variante, weil die Kresole die einzigen der drei disubstituierten Stammverbindungen sind, die einen komplett eigenen Namen bilden.

Struktur von 4-Chlor-3-methylphenol (Chlorkresol)

Das bekannteste Isomer ist das 4-Chlor-3-methylphenol, welches oftmals nur als Chlorkresol bezeichnet wird.